# Lévobupivacaïne
La lévobupivacaïne est un anesthésique local de la famille des amino-amides commercialisé sous le nom de Chirocaïne. Elle est l'énantiomère lévogyre de la bupivacaïne. De puissance comparable à cette dernière, elle semble associée à un risque diminué de toxicité cardiaque.